# ماريو ماسياس
ماريو ماسياس (بالإسبانية: Mario Macias)‏ مواليد 25 يوليو 1985 في مدينة مكسيكو، المكسيك، هو ملاكم محترف مكسيكي يصنف ضمن فئة وزن الديك.

## إحصائيات
خاض خلال مسيرته 42 نزالا، فاز في 26 ولم يتعادل وخسر في 15. فاز بالضربة القاضية في 13 نزالا.

## روابط خارجية
- ماريو ماسياس على موقع بوكس ريك (الإنجليزية) (registration required)